# Sofia de Saxa-Hildburghausen
Prințesa Sofia de Saxa-Hildburghausen (Ernestine Friederike Sophie; 22 februarie 1760, Hildburghausen – 28 octombrie 1776, Coburg), a fost Prințesă de Saxa-Hildburghausen prin naștere și, prin căsătorie, a devenit Prințesă ereditară de Saxa-Coburg-Saalfeld.

## Biografie
Ernestine Friederike Sophie a fost fiica Ducelui Ernest Frederic al III-lea de Saxa-Hildburghausen (1727–1780) și a celei de-a treia soții, Prințesa Ernestine de Saxa-Weimar (1740–1786). Nașii ei au fost cuplul regal danez, regele Poloniei și regenții caselor de  Saxa-Coburg, Saxa-Weimar, Mecklenburg și Württemberg.
La 6 martie 1776, ea s-a căsătorit la vârsta de 16 ani, la Hildburghausen, cu Prințul ereditar (mai târziu Duce) Francis Frederick Anthony de Saxa-Coburg-Saalfeld. La acel moment Francis era îndrăgostit de următoarea lui soție Augusta de Reuss-Ebersdorf, însă el nu a putut rupe logodna cu Sophie.
Sofia a murit de gripă șapte luni mai târziu, la 28 octombrie 1776. Cuplul nu a avut copii.